# Orašac (Chorwacja)
Orašac – wieś w Chorwacji, w żupanii dubrownicko-neretwiańskiej, w mieście Dubrownik. W 2011 roku liczyła 631 mieszkańców.